# Ulmerochorema lentum
Ulmerochorema lentum är en nattsländeart som beskrevs av Arturs Neboiss 1962. Ulmerochorema lentum ingår i släktet Ulmerochorema och familjen Hydrobiosidae. Inga underarter finns listade i Catalogue of Life.